# Salvador Neme Castillo
Salvador José Neme Castillo (Villahermosa, Tabasco 11 de abril de 1942 - Ciudad de México 17 de diciembre de 1995) fue un político mexicano, exmilitante del Partido Revolucionario Institucional (PRI) y ex Gobernador de Tabasco, México.
Asumió la gubernatura de Tabasco el 1 de enero de 1989 luego de una controvertida elección en donde derrotó, entre otros, al candidato del entonces Frente Democrático Nacional, Andrés Manuel López Obrador. 
Sin embargo y debido a diversas imputaciones y acusaciones durante su administración, así como las fuertes presiones políticas de los partidos opositores, renunció al cargo de gobernador sin haber concluido su mandato.

## Experiencia en el servicio público
Antes de ser gobernador, se desempeñó en diversos puestos a lo largo de su carrera, abarcando desde secretario del Ayuntamiento de Centro donde se localiza la  capital del estado, Villahermosa, hasta presidente del Senado de la República.

## Gobernador de Tabasco
Su elección se desarrolló en una época de agitaciones políticas nacionales y estatales y  debido a su dudoso triunfo en las urnas, en el estado, se vivió una lucha constante de partidos políticos y plantones durante los tres años de su gobierno. El candidato perdedor, Andrés Manuel López Obrador, organizó mítines, plantones, bloqueos de pozos petroleros y cierre de carreteras para protestar contra el gobierno de Neme Castillo. 
Por último, organizó el que llamó: Éxodo por la Democracia, una caravana hacia la Ciudad de México en la que participaron miles de sus seguidores, llegando a la capital de la República y plantándose en la Plaza de la Constitución, en donde presionaron al gobierno federal para que Neme Castillo dejara la gubernatura.
Durante su gestión, destacó por su negativa a contraer créditos que generasen deudas a futuras administraciones, así como por su negativa a permitir construcciones en zonas bajas llamados vasos reguladores de ríos y lagunas, para evitar inundaciones mayores de forma natural.

### Renuncia
Las presiones y acusaciones tanto de la oposición como también por parte de grupos al interior de su partido, el PRI, tuvieron éxito el 28 de enero de 1992, cuando el gobernador Salvador Neme Castillo, pidió licencia definitiva para separarse del cargo de Gobernador del Estado, habiendo estado en funciones solo tres años. 
Para justificar su salida del Gobierno de Tabasco, fue designado director general de Fomento Pecuario de la Secretaría de Agricultura y Recursos Hidráulicos.

## Fallecimiento
Salvador Neme Castillo murió en la Ciudad de México el 17 de diciembre de 1995, a los 53 años de edad.